# حوزه انتخابیه هشتم ویرجینیا
حوزه انتخابیه هشتم ویرجینیا یک حوزه انتخابیه مجلس نمایندگان آمریکا است که در ایالت ویرجینیا قرار دارد.